# 乙郵便局
乙郵便局（きのとゆうびんきょく）は、新潟県胎内市にある郵便局。
かつては郵便区番号「959-29」の配達を受け持つ集配郵便局であったが、現在は中条郵便局に移管され無集配郵便局となっている。

## 概要
住所：〒959-2602 新潟県胎内市乙1160-2

## 沿革
- 1880年（明治13年）9月1日 - 五等郵便局の乙村郵便局として開局[1]。
- 1885年（明治18年）10月1日 - 貯金預所開設[2]。
- 1886年（明治19年）4月26日 - 三等郵便局となる[3]。
- 1888年（明治21年）4月1日 - 乙郵便局に改称[4]。
- 1890年（明治23年）12月16日 - 郵便為替事務開始、但し小為替振出事務は取り扱わず[5]。
- 1892年（明治25年）7月1日 - 小為替振出事務開始[6]。
- 1896年（明治29年）11月16日 - 小包郵便取扱開始[7]。
- 1899年（明治32年）4月1日 - 電信為替事務開始[8]。
- 1904年（明治37年）3月16日 - 電信事務開始[9]。
- 1908年（明治41年）2月1日 - 集配区内に荒井浜郵便局（三等、無集配）開局[10]。
- 1909年（明治42年）3月26日 - 集配区内に桃崎浜郵便局（三等、無集配）開局[11]。
- 1914年（大正3年）11月1日 - 村上線（現羽越本線）中条-村上間開通に伴い鉄道郵便線路開通、その受渡局となる[12]。
- 1926年（大正15年）12月26日 - 電話通話事務開始[13]。
- 1933年（昭和8年）
  - 6月16日 - 電話事務開始[14]。
  - 11月6日 - 電話交換業務開始[15]。
- 1947年（昭和22年）6月6日 - 郵便区内に平木田駅前郵便局（無集配）開局[16]。
- 1957年（昭和32年）4月6日 - 桃崎浜郵便局にて電話通話及び和文電報受付事務開始[17]。
- 1975年（昭和50年）4月23日 - 電話交換業務廃止、中条電報電話局に移管[18]。
- 1984年（昭和59年）
  - 2月1日 - 鉄道郵便受渡廃止[19]。
  - 3月26日 - 集配業務を中条郵便局へ移管、無集配局となる[20]。

## 周辺
- 乙宝寺